# PR Девы
PR Девы (лат. PR Virginis), HD 103720 — одиночная переменная звезда в созвездии Девы на расстоянии приблизительно 148 световых лет (около 45,3 парсек) от Солнца. Визуальная звёздная величина звезды — от +9,55m до +9,5m. Возраст звезды определён как около 4,821 млрд лет.
Вокруг звезды обращается, как минимум, одна планета.

## Характеристики
PR Девы — оранжевый карлик, вращающаяся переменная звезда типа BY Дракона (BY) спектрального класса K0, или K1IV-V, или K2, или K3V. Масса — около 0,803 солнечной, радиус — около 0,752 солнечного, светимость — около 0,348 солнечной. Эффективная температура — около 4911 K.

## Планетная система
В 2014 году группой астрономов было объявлено об открытии планеты HD 103720 b.
В 2019 году учёными, анализирующими данные проектов Hipparcos и Gaia, у звезды обнаружена планета HIP 58237 c.